# Хайме Арбос
Хайме Арбос (ісп. Jaime Arbós, 29 лютого 1952) — іспанський хокеїст на траві.
Срібний призер Олімпійських Ігор 1980 року, учасник 1972, 1976, 1984 років.